# محوطه چشمه نظر ۱
محوطه چشمه نظر ۱ مربوط به دوره ساسانیان تا سده‌های اولیه دوران‌های تاریخی پس از اسلام است و در شهرستان دره‌شهر، بخش مرکزی، دهستان زرین دشت، ۵۵۰ متری جنوب شرق روستای سرخ‌آباد واقع شده و این اثر در تاریخ ۹ بهمن ۱۳۸۶ با شمارهٔ ثبت ۲۰۷۲۱ به‌عنوان یکی از آثار ملی ایران به ثبت رسیده‌است.